# 玉野和志
玉野 和志（たまの かずし、1960年 - ）は、日本の社会学者。東京都立大学人文科学研究科社会行動学専攻社会学分野教授。専攻は地域社会学・都市社会学。

## 来歴
- 1960年、石川県金沢市生まれ。
- 2005年、東京都立大学にて博士（社会学）(玉野 2005)を修める。
- 2007年、日本都市社会学会賞[2]。

## 著作
- 玉野, 和志 (2005-02-24), 都市の成長・発展とローカル・コミュニティの社会的形成, 東京都立大学, NAID 500000332907, 博士 (社会学)乙第1184号
- 『近代日本の都市化と町内会の成立』(行人社、1993年)[3]
- 『実践社会調査入門――今すぐ調査を始めたい人へ』(世界思想社、2008年)
- 『創価学会の研究』(講談社、2008年)
- 『ブリッジブック社会学』(信山社、2008年)
- 『東京大都市圏の空間形成とコミュニティ』(古今書院、2009年)